# Purificación Moscoso
Purificación Moscoso Castro es una filóloga y documentalista española.

## Biografía
Se licenció en Filología Hispánica en la Universidad Autónoma de Madrid y posteriormente se formó como documentalista en la facultad de Ciencias de la Información de la Universidad Complutense. En 1992 se doctoró en dicha universidad con una tesis llamada La automatización: una solución al problema del acceso a la información en una universidad a distancia. Ha participado en numerosas publicaciones a lo largo de su vida profesional sobre cuestiones como el análisis y la recuperación de la documentación científica y los procesos de automatización y adaptación tecnológica en bibliotecas.  Ha trabajado en la ANECA, la Agencia Nacional de Evaluación de la Calidad y la Acreditación, y en el Consejo de Coordinación Universitaria.
Asimismo, ha trabajado como docente en la Universidad Carlos III de Madrid —donde fue vicedecana de la Facultad de Ciencias Sociales y Jurídicas—, y en la Universidad de Alcalá donde es catedrática de Documentación desde 1999. Fue decana de la facultad de Documentación de la misma desde 1997 a 2002, año en el que pasó a ocupar el cargo de vicerrectora. Desde 2013 es decana de la facultad de Filosofía y Letras